# Beau Revel
Beau Revel er en amerikansk stumfilm fra 1921 af John Griffith Wray.

## Medvirkende
- Lewis Stone som Lawrence Revel
- Florence Vidor som Betty Lee
- Lloyd Hughes som Dick Revel
- Kathleen Kirkham som Alice Lathom
- Dick Ryan som Rossiter Wade
- Harland Tucker som Will Phyfe
- William Conklin som Fred Lathom
- Lydia Yeamans Titus
- William Musgrave som Bert Lee
- Joe Campbell